# Pakistanische Cricket-Nationalmannschaft in England in der Saison 2003
Die Tour der pakistanischen Cricket-Nationalmannschaft nach England in der Saison 2003 fand vom 17. bis zum 22. Juni 2003 statt. Die internationale Cricket-Tour war Bestandteil der Internationalen Cricket-Saison 2003 und umfasste drei ODIs. England gewann die Serie 2–1.

## Vorgeschichte
England spielte zuvor eine Tour gegen Simbabwe und Pakistan ein Drei-Nationen-Turnier in Sri Lanka.
Das letzte Aufeinandertreffen der beiden Mannschaften bei einer Tour fand in der Saison 2001 in England statt.

## Stadien
Die folgenden Stadien wurden für die Tour als Austragungsort vorgesehen.
| Stadion                     | Stadt      | Kapazität | Spiele |
| --------------------------- | ---------- | --------- | ------ |
| The Oval                    | London     | 23.500    | 2. ODI |
| Lord’s Cricket Ground       | London     | 30.000    | 3. ODI |
| Old Trafford Cricket Ground | Manchester | 19.000    | 1. ODI |

## Kaderlisten
Pakistan benannte seinen Kader am 27. Mai 2003.
| ODI | ODI |
| England | Pakistan |
| --- | --- |
| - Michael Vaughan (K) - James Anderson - Rikki Clarke - Andrew Flintoff - Anthony McGrath - Ashley Giles - Darren Gough - Chris Read (wk) - Vikram Solanki - Marcus Trescothick - Jim Troughton | - Rashid Latif (K & wk) - Abdul Razzaq - Azhar Mahmood - Imran Nazir - Mohammad Hafeez - Mohammad Sami - Shoaib Malik - Shoaib Akhtar - Umar Gul - Yasir Hameed - Younis Khan - Yousuf Yohana |

## Tour Matches
| 7. Juni Scorecard | Glasgow | Schottland 169 (45.1)           | – | Pakistanis 170-9 (47) |
|                   |         | Pakistanis gewinnt mit 1 Wicket |   |                       |

| 9. Juni Scorecard | Chelmsford | Essex 284-6 (50)          | – | Pakistanis 234 (46.1) |
|                   |            | Essex gewinnt mit 50 Runs |   |                       |

| 11. Juni Scorecard | Northampton | Pakistanis 298-7 (50)          | – | Northamptonshire 236 (45.3) |
|                    |             | Pakistanis gewinnt mit 62 Runs |   |                             |

| 14. Juni Scorecard | Leicester | Leicestershire 231-7 (50)        | – | Pakistanis 232-5 (46.5) |
|                    |           | Pakistanis gewinnt mit 5 Wickets |   |                         |

## One-Day Internationals

### Erstes ODI in Manchester
| 17. Juni Scorecard | Manchester | England 204-9 (50)             | – | Pakistan 208-4 (49.2) |
|                    |            | Pakistan gewinnt mit 2 Wickets |   |                       |

Nach dem Spiel kam es zur Erstürmung des Platzes durch pakistanische Fans.

### Zweites ODI in London
| 20. Juni Scorecard | London (The Oval) | Pakistan 185 (44)             | – | England 189-3 (22) |
|                    |                   | England gewinnt mit 7 Wickets |   |                    |

### Drittes ODI in London
| 22. Juni Scorecard | London (Lord’s) | Pakistan 229-7 (50)           | – | England 231-6 (48.3) |
|                    |                 | England gewinnt mit 4 Wickets |   |                      |

## Statistiken
Die folgenden Cricketstatistiken wurden bei dieser Tour erzielt.
| ODIs               | ODIs       | ODIs    | ODIs    | ODIs    | ODIs    | ODIs    | ODIs    | ODIs    |
| Batting            | Batting    | Batting | Batting | Batting | Batting | Batting | Batting | Batting |
| Spieler            | Mannschaft | Spiele  | Innings | Runs    | Average | HS      | 100s    | 50s     |
| ------------------ | ---------- | ------- | ------- | ------- | ------- | ------- | ------- | ------- |
| Marcus Trescothick | England    | 3       | 3       | 212     | 106,00  | 108*    | 1       | 1       |
| Mohammad Hafeez    | Pakistan   | 3       | 3       | 102     | 34,00   | 69      | 0       | 1       |
| Abdul Razzaq       | Pakistan   | 3       | 3       | 93      | 46,50   | 64      | 0       | 1       |
| Vikram Solanki     | England    | 3       | 3       | 88      | 44,00   | 40*     | 0       | 0       |
| Yousuf Youhana     | Pakistan   | 3       | 3       | 88      | 44,00   | 75*     | 0       | 1       |
| Bowling            |            |         |         |         |         |         |         |         |
| Spieler            | Mannschaft | Spiele  | Overs   | Wickets | Average | BBI     | 5W      | 10W     |
| James Anderson     | England    | 3       | 29      | 8       | 17,25   | 4/27    | 0       | 0       |
| Andrew Flintoff    | England    | 3       | 28      | 5       | 18,20   | 4/32    | 0       | 0       |
| Darren Gough       | England    | 3       | 27      | 5       | 22,20   | 2/28    | 0       | 0       |
| Shoaib Malik       | Pakistan   | 3       | 17      | 4       | 13,00   | 3/26    | 0       | 0       |
| Mohammad Hafeez    | Pakistan   | 3       | 21      | 4       | 22,75   | 3/31    | 0       | 0       |

## Player of the Series
Als Player of the Series wurden die folgenden Spieler ausgezeichnet.
| Serie | Player of the Series |
| ----- | -------------------- |
| ODI   | Marcus Trescothick   |

### Player of the Match
Als Player of the Match wurden die folgenden Spieler ausgezeichnet.
| Spiel  | Player of the Match |
| ------ | ------------------- |
| 1. ODI | Mohammad Hafeez     |
| 2. ODI | Marcus Trescothick  |
| 3. ODI | Marcus Trescothick  |